# ATP Challenger Split
Das ATP Challenger Split (offiziell: Split Open) war ein Tennisturnier, das nach 1997 und 1998 zwischen 2020 und 2024 erneut in Split, Kroatien, stattfand. Es gehörte zur ATP Challenger Tour und wurde im Freien auf Sand gespielt. Dinu Pescariu ist mit einem Titel im Einzel und Doppel der einzige mehrfache Turniersieger.

## Liste der Sieger

### Einzel
| Jahr                         | Sieger                | Finalgegner        | Ergebnis        |
| ---------------------------- | --------------------- | ------------------ | --------------- |
| 2024                         | Jozef Kovalík         | Zsombor Piros      | 6:4, 5:7, 7:5   |
| 2023                         | Zsombor Piros         | Norbert Gombos     | 7:62, 7:69      |
| 2022                         | Christopher O’Connell | Zsombor Piros      | 6:3, 2:0 aufgg. |
| 2021 (2)                     | Kacper Żuk            | Mathias Bourgue    | 6:4, 6:2        |
| 2021 (1)                     | Blaž Rola             | Blaž Kavčič        | 2:6, 6:3, 6:2   |
| 2020                         | Francisco Cerúndolo   | Pedro Sousa        | 4:6, 6:3, 7:64  |
| 1999–2019: nicht ausgetragen |                       |                    |                 |
| 1998                         | Orlin Stanoitschew    | Attila Sávolt      | 7:6, 6:4        |
| 1997                         | Dinu Pescariu         | Juan Antonio Marín | 3:6, 6:2, 6:1   |

### Doppel
| Jahr                         | Sieger                                | Finalgegner                                    | Ergebnis          |
| ---------------------------- | ------------------------------------- | ---------------------------------------------- | ----------------- |
| 2024                         | Jonathan Eysseric Bart Stevens        | Filip Bergevi Mick Veldheer                    | 0:6, 6:4, [10:8]  |
| 2023                         | Sadio Doumbia Fabien Reboul           | Anirudh Chandrasekar N. Vijay Sundar Prashanth | 6:4, 6:4          |
| 2022                         | Nathaniel Lammons (2) Albano Olivetti | Sadio Doumbia Fabien Reboul                    | 4:6, 7:66, [10:7] |
| 2021 (2)                     | Szymon Walków Jan Zieliński           | Grégoire Barrère Albano Olivetti               | 6:2, 7:5          |
| 2021 (1)                     | Andrei Golubew Alexander Nedowessow   | Szymon Walków Jan Zieliński                    | 7:5, 6:75, [10:5] |
| 2020                         | Treat Huey Nathaniel Lammons (1)      | André Göransson Hunter Reese                   | 6:4, 7:63         |
| 1999–2019: nicht ausgetragen |                                       |                                                |                   |
| 1998                         | Geoff Grant Attila Sávolt             | Álex López Morón Alberto Martín                | 4:6, 6:3, 6:2     |
| 1997                         | Devin Bowen Dinu Pescariu             | Trey Phillips David Roditi                     | 7:6, 6:3          |